# João Borges Fortes
João Borges Fortes (São Gabriel, 2 de maio de 1870 — Rio de Janeiro, 13 de setembro de 1942) foi um militar, historiador e escritor brasileiro.
Ingressou na Escola Militar de Porto Alegre, onde formou-se em 1899 engenheiro militar, participou da Revolução Federalista, ao lado de seu irmão, Jônatas Borges Fortes. Participou ainda da Revolução de 1923. Casou com Maria Manuela Ferraz.
Com um discurso oficial, tornou-se confrade de uma plêiade de historiadores, teve uma produção histórica significativa, publicada na década de 1930, em especial na Revista do IHGRGS, com assuntos relativos ao período colonial da história sul-rio-grandense.
É patrono de uma das cadeiras da Academia Rio-Grandense de Letras.  Assinava suas obras como General Borges Fortes, posto em que foi reformado, em 1924.

## Obras
Publicou as seguintes obras:
- O tupi na corografia do Rio Grande do Sul, 1930
- Troncos seculares, 1931
- A Estância, 1931
- Cristóvão Pereira, 1931
- Casais, 1932
- Francisco Pinto Bandeira, 1938
- Velhos Caminhos do Rio Grande, 1938
- Rio Grande de São Pedro - povoamento e conquista, 1940